# Ricardo Boechat
Ricardo Eugênio Boechat (Buenos Aires, 13 de julio de 1952-São Paulo, 11 de febrero de 2019) fue un periodista, presentador y locutor de radio brasileño.

## Biografía
Estuvo presente en los principales periódicos del país, como O Globo, O Dia, O Estado de S. Paulo y Jornal do Brasil. Su último trabajo en la comunicación fue en el Grupo Bandeirantes de Comunicação, cuando comenzó como presentador de las noticias de la mañana BandNews FM en 2005, inicialmente en el bloque local de la sucursal de Río, y pasó el año siguiente para la presentación de las noticias matutinas para todo el país desde São Paulo, cuando comenzó a anclar el Jornal da Band en Rede Bandeirantes. También firmaba una columna semanal en la revista ISTOÉ.
Boechat recibió por tres veces el premio Esso, considerado uno de los más importantes del periodismo.
Murió el 11 de febrero de 2019, víctima de un accidente de helicóptero en la ciudad de São Paulo.